# Hans Häberli
Hans Häberli (* 17. August 1924 in Olten; † 7. September 2004 in Hausen am Albis) war ein Schweizer Pädagoge.

## Biografie

### Ausbildung und Beruf
Hans Häberli wurde in Olten geboren, wo er aufwuchs und die Volksschule besuchte. Die mathematisch-naturwissenschaftliche Maturität Typus C erlangte er 1944 an der Kantonsschule Solothurn. Anschliessend absolvierte er zwei Praktika, u. a. für ein Jahr als Erzieher im Landheim Erlenhof in Reinach im Kanton Basel-Landschaft (heute: «Erlenhof Zentrum»). 1945 immatrikulierte er sich zunächst an der Universität Basel und wechselte 1946 an die Universität Zürich. Er besuchte Vorlesungen in Psychologie, Pädagogik, Philosophie, Strafrecht, forensische Psychiatrie, Heilpädagogik und Soziologie u. a. bei Paul Häberlin (1878–1960), Heinrich Meng (1887–1972), Hans Barth (1904–1965), Heinrich Hanselmann (1885–1960) und Paul Moor (1899–1977). Während seines Studiums absolvierte er zwei Praktika; zum einen in der Kinderbeobachtungsstation «Gotthelf-Haus» in Biberist, die vom Kinder- und Jugendpsychiater Moritz Tramer (1882–1963) gleitet wurde, zum anderen bei der Berufsberatungsstelle in Winterthur. Während eines Studienunterbruchs 1947 übernahm er für knapp ein Jahr die Leitung des Kinderheims «Schloss Berge» in Gelsenkirchen in Deutschland.
1951 trat er eine Stelle als Erzieher in die Erziehungsanstalt Aarburg (heute: «Jugendheime Aarburg») an. Parallel zu seiner Erziehungstätigkeit schloss er 1954 sein Studium mit der Promotion Versuch einer Heilpädagogischen Fassung des Hassphänomens (1955) ab, die er bei Paul Moor an der Universität Zürich verfasst hatte. 1961 wurde er zum Gesamtleiter des «Landerziehungsheims Albisbrunn» der Stiftung Albisbrunn in der Zürcher Gemeinde Hausen am Albis gewählt, ein Erziehungsheim für sogenannt «schwererziehbare» männliche Kinder und Jugendliche im Alter von 12 bis 22 Jahren. Er stand dem Heim während 28 Jahren, bis zu seiner Pensionierung 1989, vor. Mit seiner «religiös-pietistischen Ausrichtung» prägte er das Heim, in dem, wie in vielen anderen Heimen aber auch Familien zu der Zeit Körperstrafen keine Seltenheit waren. In seiner Autobiografie beschreibt der ehemalige Albisbrunner Heimzögling Philipp Gurt (* 1968), wie er als Jugendlicher bei einem nächtlichen Fluchtversuch aus dem Heim von Häberli gestellt und von ihm «heftig ins Gesicht» geschlagen worden sei.

### Heimpolitisches Engagement
Häberli war von 1970 bis 1989 Mitglied der Arbeitsgruppe Jugendheimleiter (JHL), einer Vereinigung der Jugendheimleitungen von Erziehungsinstitutionen für männliche Kinder und Jugendliche in der deutschsprachigen Schweiz, die sich für die politischen Belange und die Koordination der Jugendheime einsetzte. Von 1975 bis 1987 gehörte Häberli zur Delegation der JHL in der Deutschschweizerischen Koordinationskommission für den Vollzug von Strafen und Massnahmen an Jugendlichen und jungen Erwachsenen (KoKo). Die KoKo war darum bemüht, die Umsetzung der neuen, von der Schweizer Jugendstrafrechtsrevision von 1971/74 geforderten Heimtypen, Therapieheim und Anstalt für Nacherziehung, in den Kantonen voranzutreiben. Ab 1973 war Häberli im Vorstand des Schweizerischer Verbands für erziehungsschwierige Kinder und Jugendliche (SVE, heute Integras) vertreten, den er von 1981 bis 1983 präsidierte. In der ersten Hälfte der 1980er Jahre setzte sich Häberli zusammen mit zahlreichen Mitstreitenden erfolgreich für den Beibehalt der Bundessubventionen an die sogenannten Justizheime der Schweiz ein. Als Justizheime wurden diejenigen Heime bezeichnet, die Betriebsbeiträge nach einem Bundesgesetz von 1966 vom Bundesamt für Justiz erhielten. Im Zuge der Neuverteilung der Aufgaben zwischen Bund und Kantonen sollten diese Bundessubventionen sistiert und die Staatsbeiträge an das Heimwesens primär den Kantonen überlassen werden. Es ging um eine Summe von etwa 40 Millionen Franken, die jährlich vom Bund an rund 160 Heime flossen. Häberlis Engagement für die Beibehaltung der Bundesgelder machte ihn damals im Heimwesen und dessen Politikfeld weit über Albisbrunn hinaus bekannt.

### Publikationstätigkeit
In den 1970er und 1980er Jahren publizierte Häberli in Fachblättern der Heimerziehung und Heilpädagogik zu Themen der Heimorganisation, -finanzierung und -planung. Insgesamt lassen sich zwölf Beiträge Häberlis in Fachzeitschriften und Sammelbändern finden (siehe Werke (Auswahl)). Argumentativ folgte er dabei der Tradition der geisteswissenschaftlich orientierten Heilpädagogik, wie sie Heinrich Hanselmann und Paul Moor begründeten, nach der Erziehung sozial herausfordernder Kinder und Jugendlicher vor allem als Beziehungsarbeit, dem Aufbringen von Verständnis und der Ausformung des „Inneren Halts“ (Moor) zu verstehen sei.

### Privates
Er war mit Renate Häberli-Würzburger (1921–2005), einer Tochter des deutschen Schriftstellers Karl Würzburger (1891–1978),  verheiratet. Gemeinsam hatten sie vier Kinder.

## Publikationen (Auswahl)
- Versuch einer Heilpädagogischen Fassung des Hassphänomens. Dissertation, Universität Zürich 1955.
- Der Erziehungsauftrag des Heimes in unserer Gesellschaft. In: Pro Infirmis, Jg. 30, Nr. 1/2, 1971, S. 3–9.
- Die geschlossene Abteilung im Erziehungsheim – eine unzeitgemässe Sonderung? In: Vierteljahresschrift für Heilpädagogik und ihre Nachbargebiete, Jg. 43, Nr. 4, 1974, S. 399–406.
- Von der gemeinsamen Verantwortung. In: Landerziehungsheim Albisbrunn (Hrsg.): Landerziehungsheim Albisbrunn. Aufzeichnungen aus 50 Jahren. Hausen am Albis, Landerziehungsheim Albisbrunn 1974, S. 93–99.
- Kostenexplosion im Jugendheim – dargestellt an der Kostensituation des Landerziehungsheimes Albisbrunn (Zusammenfassung). In: Fachblatt für schweizerisches Heim- und Anstaltswesen, Jg. 46, Nr. 7., 1975, S. 203–206.
- Unterstützt oder behindert die Heimorganisation den Erziehungsauftrag? In: Fachblatt für Schweizerisches Heim- und Anstaltswesen, Jg. 47, Nr. 7, 1976, S. 227–232.
- Heimaufenthalt: Ein bleibender Makel? Überlegungen zum neuen Terminus «Stigma» aus der Sicht des Heimes für normalbegabte, verhaltensbehinderte Jugendliche. In: Walter Theodor Haesler (Hrsg.): Stigmatisierung durch Strafverfahren und Strafvollzug. Diessenhofen, Rüegger 1981, S. 51–62.
- Heimplanung im Bereich der «Justiz-Heime» – Skizzen zu einem problemgeschichtlichen Rückblick. In: Verein für Jugendfürsorge Basel (Hrsg.): Materialien zur Heimerziehung Jugendlicher aus den Jahren 1933–1984. Festschrift zum 80. Geburtstag von Ernst Müller. Zürich, VSA 1984, S. 285–313.